# Globosita dobsoni
Globosita dobsoni is een zeekomkommer uit de familie Sclerodactylidae.
De wetenschappelijke naam van de soort werd in 1883 gepubliceerd door Francis Jeffrey Bell.